# Rajgarh (Himachal Pradesh)
Rajgarh – miasto w północnych Indiach w stanie Himachal Pradesh, w zachodnich Himalajach.
Populacja miasta w 2001 roku wynosiła 2527 mieszkańców.